# Mafia (spel)
Mafia, ibland även benämnt som Mafia: The City of Lost Heaven, är ett actionäventyrsspel som släpptes 2002 för Microsoft Windows. Spelet är utvecklat av Illusion Softworks och utgivet av Gathering of Developers. Det släpptes även för Playstation 2 och Xbox under 2004. Spelet utspelar sig i en fiktiv stad, kallad Lost Heaven, under 1930-talet. Där får spelaren ta på sig rollen som Tommy Angelo, en taxichaufför som en sen höstkväll blir indragen i maffians värld.
Mafia fick flera positiva recensioner för Windowsversionen, med särskilt beröm för dess berättelse och realism. Playstation 2- och Xboxversionen fick däremot något mer blandat omdöme. Den 23 augusti 2010 släpptes en uppföljare, Mafia II, utvecklat av 2K Czech. Ett tredje spel, Mafia III, släpptes den 7 oktober 2016, utvecklat av Hangar 13. Spelet Mafia har också fått en datorspelsremake, kallad Mafia: Definitive Edition, som också utvecklades av Hangar 13 och släpptes den 25 september 2020.

## Spelupplägg
Spelets berättarläge består delvis av bilkörning, huvudsakligen enkla stadsrutter mellan olika områden, men även biljakt och tävlingar förekommer. Resten är baserad på gående till fots och eldstrid i en tredjepersonvy, där berättelsen sammankopplas med filmscener. Förutom staden och dess landsbygd, finns detaljerade interiörer, till exempel stadens flygplats, ett museum, en kyrka, ett hotell, ett övergivet fängelse och flera restauranger. Olika vädertillstånd och tider på dygnet används, men jämfört med Grand Theft Auto, har Mafia förutbestämda vädertillstånd och tider under varje uppdrag.
Spelet har 51 amerikanska fordon som är tidstypiska, samt 19 bonusbilar (varav 5 är sportmodeller). Fordonen blir tillgängliga periodvis då spelaren utför uppdrag och fortskrider berättelsen. I början av spelet körs bilmodeller från tidiga 1920-talet på stadens gator, medan modeller från tidiga 1930-talet dyker upp i den senare berättelsen. Alla fordon är baserade på verkliga bilar från eran, om än med andra namn och omdesignade på grund av upphovsrättsfrågor.
I spelet finns poliser som agerar om spelaren överträder någon lag, till exempel överskrider hastigheten, kör mot rött ljus eller orsakar en större bilolycka. Andra former av transport finns också tillgängliga, vilka är spårvagn och högbana, men de är bara tillgängliga att åka på och kan inte således köras av spelaren.
Windowsversionen i Mafia är känt för att ha omfattande fysik gällande fordonsskador, då spelet använder sig av en spelmotor som realistiskt deformerar fordon vid exempelvis krockar. Jämfört med fordon i andra spel använder de ofta färdiga skademodeller, vilket är också fallet med Playstation 2- och Xboxversionerna av Mafia. Även om fordonen i Mafia är betydligt mer robusta än sina riktiga motsvarigheter, har de mindre och svagare fordonen en mindre stryktålighet innan de går sönder och slutligen exploderar, än de större och starkare fordonen. Mafia (Windowsversionen) har ännu fler realistiska funktioner än många andra spel i samma genre, såsom att kunna punktera bränsletanken, överhetta motorn och bryta sönder växellådan. Många yttre delar, till exempel fönster, däck, framlykta och stötfångare, kan tas bort från de flesta fordon med fysiska medel, såsom bilkrock, slag med nävar eller basebollträ samt skjutning med vapen.

### Free Ride
Förutom berättarläget finns också ett annat spelläge som kallas "Free Ride". Det spelläget är inte bundet till några uppdrag och spelaren är därmed fri att göra som man vill. Free Ride blir tillgängligt efter att spelaren har utfört det första uppdraget eller kapitlet i berättarläget, men då i bara ett begränsat område av staden. Efter att ha klarat alla uppdrag eller kapitel blir hela staden och dess landsbygd tillgänglig i Free Ride. Exempel på sysslor som kan utföras i Free Ride och som ger pengar, är att döda gangstrar, köra fordon i en överskriden hastighet och utföra taxiarbeten. Till spelläget finns också service att tillgå och som kostar pengar, såsom att återställa spelarens hälsa (görs på ett sjukhus), reparera fordon och köpa vapen.

### Free Ride Extreme
Efter att spelaren har klarat av hela berättarläget kommer ett nytt spelläge att låsas upp, kallat "Free Ride Extreme", dock endast i Windowsversionen. Detta spelläge är i huvudsak samma som Free Ride, men med extra fördelar som sidouppdrag, utplacerade hoppramper och frånvarande poliser. Sidouppdragen kan vara alltifrån triviala, som att bära lådor eller döda gangstrar, till extrema och fantasifulla, som att köra en explosivriggad lastbil inom en viss hastighet eller att jaga ett ufo. Efter varje avklarat sidouppdrag får spelaren en ny bonusbil som belöning. Det finns totalt 19 sidouppdrag i Free Ride Extreme, och därmed 19 bonusbilar. I detta spelläge har spelaren även tillgång till ett eget hus med garage och trädgård, vilka spelaren kan placera sina nya fordon om man vill.

### Racing
"Racing" är ett annat spelläge som är exklusivt för Xbox- och Playstation 2-versionerna. Spelläget består av flera biltävlingar som spelaren ska vinna (alltså komma först), och efter vissa vinster får spelaren ett nytt fordon som kan användas i både Racing och Free Ride.

### Lagöverträdelse
Polismyndigheten i Lost Heaven upprätthåller de olika lagar som har fastställts. När dessa lagar bryts av spelaren framför en polis, kommer polisen att svara genom att markera spelaren för ett "mindre" eller "allvarligare" brott, vilket liknar det "efterlysnings"-system som används i Grand Theft Auto. Mindre brott, såsom att överskrida hastighetsbegränsningen eller köra mot rött ljus, leder till att spelaren får böter. Allvarliga brott, såsom fysiska övergrepp eller att synligt bära vapen, kan leda till att spelaren arresteras eller att polisen svarar med eldstrid. Om spelaren begår fyra mindre seriebrott kvalificeras de som ett allvarligt brott. Polisstyrkan ökar genom fler och grövre brott som spelaren begår, ända tills polisen (nu väl beväpnade och som konstant jagar och skjuter mot spelaren) bildar blockader med spikmattor i försök att stoppa spelaren.
Vissa handlingar som skulle fånga polisens uppmärksamhet i verkliga livet, ignoreras av spelets poliser, till exempel att köra på trottoaren eller fel sida av vägen. Spelets artificiella intelligens känner bara till vissa kriminella handlingar. I spelläget Free Ride ignorerar polisen våld som är riktade mot spelaren. Om spelaren försöker utföra en bilkapning finns det vissa bilförare som kommer stå emot med våld. Den artificiella intelligensen hos dessa förare skiljer inte mellan spelaren och poliser, och därmed kommer föraren att istället attackera en polis som står närmare än spelaren. Polisen kommer i detta fall inte att agera tillbaka mot föraren, och så länge spelaren håller sig utanför förarens syn, kommer polisen eventuellt att bli dödad av föraren.

## Handling

### Miljö
Spelet Mafia utspelar sig i den fiktiva och Chicago-baserade staden Lost Heaven i Illinois under den sena förbudstiden på 1930-talet. Staden delas av en flod i tre större delar, vilka i sin tur är indelade i mindre områden:

Västra delen
- Works Quarter: Industribyggnader och stadens huvudsakliga hamn.
- China Town: Bostadsområden beboende av kinesiska immigranter.
- Little Italy: Bostadsområden beboende av italienska immigranter, samt att maffiafamiljen Salieri opererar härifrån.

Centrala delen eller ön
- Central Island: Stadens kommersiella distrikt och kommunala byggnader.

Östra delen
- Downtown: Ett livligt centrumområde med företag och ett lyxhotell.
- New Ark: Bostadsområde där stadens sjukhus finns, samt att maffiafamiljen Morello opererar härifrån.
- Hoboken: Slumområde med en idrottsarena och en underjordisk vapenaffär.
- Oakwood: Liten bostadsförort med radhus och små lägenheter beboende av medelklassen.
- Oak Hill: Minsta, rikaste och mest natursköna området som ligger på en stor kulle, och som nästan enbart består av några få herrgårdar.

Staden har även en omgivande landsbygd som består av en vattenkraftsdamm, en internationell flygplats och en tävlingsbana. Spelets berättelse handlar om Thomas "Tommy" Angelo, samt om de två stora maffiafamiljerna Salieri och Morello som en gång i tiden tillhörde en och samma maffiafamilj, Peppone. Men efter Peppones död splittrades familjen i två delar som nu kämpar mot varandra för kontroll över stadens kriminella verksamheter. Förutom de två maffiafamiljerna har staden också några mindre gatugäng.
I nästan alla uppdrag börjar spelaren i en restaurangbar, kallad Salieri's Bar, i Little Italy, och som är hemmabas för Salieri-familjen. På bakgården av restaurangbaren finns en liten privat bilverkstad där bilmekanikern Ralph jobbar. Av honom får spelaren ofta en ny bil inför varje nytt uppdrag. Vid den stora ingången till bakgården finns också ett vapenförråd, där vapensmeden Vincenzo arbetar. Han tillgodoser spelaren med ett eller flera vapen inför nästan varje nytt uppdrag.
Mycket av stadens design, till exempel arkitektoniska stilar, kollektivtrafik och signaturbyggnader, är inspirerade av verkliga amerikanska städer från tiden, exempelvis New York, Chicago och San Francisco. Dock var det inte förrän spelets remake, Mafia: Definitive Edition från 2020, som Lost Heaven offentliggjordes som en fiktiv version av Chicago.

### Berättelse
Året är 1930 i Lost Heaven, och en sen höstkväll har den fattige taxichauffören Thomas "Tommy" Angelo tagit en cigarettpaus utanför sin taxibil. Plötsligt hör han en bilkrasch och runt gatuhörnet kommer två beväpnade män, Paulie och Sam, och blir under pistolhot tvingad att hjälpa dem att fly ett bakhåll från Morello-familjen. Tommy lyckas hjälpa dem att fly och kompenseras för sin hjälp, men dagen därpå förlorar han sitt jobb och sin bil när Morello-familjen spårar upp och utför en hämndaktion mot honom. Tommy tar sin tillflykt till restaurangbaren Salieri's Bar, där får han hjälp att bli av med sina angripare och ansluter sig till Salieri-familjen. Genom att arbeta i Salieris verksamhet, övervakad av consiglieren Frank Colletti, blir Tommy vän med både Sam och Paulie under de jobb de utför, samtidigt som han får Salieris respekt för att motverka Morellos försök att blanda sig i deras affärer.
1932 inleder Tommy ett förhållande med Sarah, dotter till Salieris bartender Luigi, efter att ha skyddat henne från ett mindre gatugäng. När Salieri får höra om gatugänget ger han order till Tommy och Paulie att slå tillbaka mot gänget. Dock skulle det visa sig senare att gängets ledare, som Paulie dödar, var son till en korrupt person inom stadsfullmäktige. Senare beordras Tommy att förstöra en bordell som bytt till Morellos sida, och döda en kvinna som jobbar där då hon har läckt information om Salieris aktiviteter till Morello. Tommy upptäcker att kvinnan är Sarahs vän Michelle som behövde pengar för att betala sin brors medicinska vård. Tommy börjar här att ifrågasätta sina egna handlingar om att döda en ung kvinna och därför låter Michelle gå om hon håller tyst och aldrig visar sig igen. 1933 börjar Morello använda korrupta poliser för att överrumpla Salieris operationer, Morello får dessutom stöd från stadsfullmäktigemannen som önskar hämnd för sin sons mord. Efter ett bakhåll under en spritsmuggling upptäcker Salieri att Frank har levererat information om deras penningtvättaktiviteter till myndigheter och beordrar Tommy att döda honom. Tommy spårar upp Frank som förklarar att han var tvungen att göra som han gjorde för sin familjs säkerhet. Tommy accepterar förklaringen och låter Frank och hans familj lämna landet, i utbyte mot att Frank lämnar över bokföringsböckerna till Tommy.
1935, några år efter att förbudstiden upphörde, börjar de båda maffiafamiljerna med nya verksamheter, och Tommy gifter sig med Sarah och bildar familj. Morello får veta att Salieri gör några nya drag i att få kontroll över brottsbekämpningen och skickar därmed flera gangstrar att mörda honom i en restaurang, vilket Tommy förhindrar och räddar Salieri. Denna händelse leder till ett öppet krig mellan maffiafamiljerna. För att försvaga Morellos ställning riktar Salieri sitt sikte mot flera av hans verksamheter, där bland annat Tommy mördar stadsfullmäktigemannen för att minska Morellos kontroll över brottsbekämpning och stadspolitik. Därefter står Morellos bror Sergio på tur under dödslistan, vilket minskar Morellos kontroll över fackföreningarna i hamnen. Kriget får ett avslut när Tommy, Sam och Paulie mördar Morello efter en biljakt ute på landsbygden. 1938 tar Salieri full kontroll över stadens alla kriminella verksamheter, och neutraliserar dem som försöker stoppa honom. Under ett senare arbete för Salieri, där Tommy, Paulie och Sam ska stjäla en last med cigarrer, upptäcker Tommy och Paulie att lasten istället innehåller diamanter. Tommy blir besviken över Salieri som visste om lastens innehåll utan att berätta något. På grund av detta blir Tommy intresserad av en idé som Paulie har tidigare berättat: att råna en bank utanför Salieris kännedom. Sam är emot idén och håller sig därför utanför deras plan. Bankrånet blir en framgång, men dagen därpå hittas Paulie ihjälskjuten i sin lägenhet och de stulna pengarna är borta. Efter ett telefonsamtal mellan Sam och Tommy bestämmer de för en träff på stadens museum för att diskutera hur Tommy ska gå vidare. Hos Sam får Tommy veta att Salieri beordrade Sam att döda både Tommy och Paulie efter att de har gått bakom ryggen på Salieri, samt att Michelle och Frank har dödats av Salieris män efter att Tommys tidigare mörkläggningar har avslöjats. Sam tillsammans med flera beväpnade män försöker nu att döda Tommy, men Tommy lyckas överleva och istället dödar Sam.
Nu när Tommy har sin tidigare maffiafamilj Salieri mot honom kontaktar han detektiven Norman för hjälp. Tommy berättar hela sin historia och erbjuder att vittna mot Salieri-familjen om han får skydd för sin familj. Norman går med på Tommys begäran, vilket resulterar i att de flesta Salieri-medlemmarna döms och straffas, inklusive Salieri själv som får livstids fängelse. Tommy döms också till åtta års fängelse, och efter den tiden återförenas han med sin familj som alla får vittnesskydd och flyttar till staden Empire Bay. Tommy lever ett fridfullt liv med sin familj fram till 1951, när två män dyker upp en dag och skjuter Tommy till döds och ger sina hälsningar från Salieri. De två männen visar sig i Mafia II vara Vito Scaletta och Joe Barbaro.

### Rollfigurer
En lista på de rollfigurer som är betydelsefullast i berättelsen:
- Thomas "Tommy" Angelo: Huvudrollsfigur som spelaren tar på sig rollen som. Han är från början en taxichaufför som en kväll blir indragen i maffians värld.
- Norman: Detektiv (kriminalpolis) som Tommy berättar hela sin historia för. Efter att spelaren har klarat vissa uppdrag visas vissa filmscener på ett kafé där Tommy redogör olika händelser för Norman. Dessa scener kallas "Intermezzo".
- Ennio Salieri: Don över familjen Salieri, som Tommy arbetar för. Äger och opererar från restaurangbaren Salieri's Bar i Little Italy.
- Paulie: En maffiasoldat med ett energiskt och hett temperament. Är Tommys bästa vän och de jobbar ofta ihop.
- Sam: Är capo och god vän med Paulie och Tommy, vilka han ibland jobbar ihop med. Beskrivs som klumpig och blir oftast skadad.
- Frank Colletti: Salieris consigliere (rådgivare), bäste vän och ekonom. De växte upp i samma område och har känt varandra i många år.
- Vincenzo: Vapensmed som är mycket intresserad av vapen. Jobbar i Salieris vapenförråd och tillgodoser Tommy med utvald utrustning beroende på uppdrag.
- Ralph: Salieris bilmekaniker som har en egen liten bilverkstad på bakgården av Salieri's Bar. Av Ralph brukar Tommy ofta få en ny bil inför varje nytt uppdrag.
- Morello: Don över Morello-familjen och Salieris största fiende. Äger och opererar från restaurangbaren Morello's Lounge Bar i New Ark. Han har ett stort inflytande över staden tack vare god vänskap med en person inom stadsfullmäktige. Morello har också en bror, Sergio, som är en viktig nyckelfigur inom familjen.
- Lucas Bertone: En bilmekaniker som äger bilverkstaden Lucas Bertone's Auto Service på östra delen av staden. Han är vän med Ralph och Tommy, men håller sig utanför maffiafamiljerna. Efter vissa uppdrag kan Tommy (spelaren) frivilligt besöka Lucas för sidouppdrag. Efter varje avklarat sidouppdrag ger Lucas en upplysning på var spelaren kan sno en lyxbil.

## Utveckling
Spelet började sin utveckling i slutet av 1998. Det fick kodnamnet Gangster och var från början avsett att vara ett bilspel, likt Driver. Ett flerspelarläge planerades och tillkännagavs också under utvecklingen, men så småningom togs det bort innan den slutgiltiga utgåvan. Utgivningsdatumet var först planerat till 2000. Illusion Softworks använde ursprungligen samma spelmotor som i Hidden & Dangerous, men då den inte uppfyllde utvecklarnas krav ersattes den med LS3D. På grund av ändringen av spelmotor släpptes spelet två år senare än planerat.
Under 2004 blev Mafia porterat till Playstation 2 och Xbox. Illusion var inte inblandade i porteringen av spelet. Vissa delar och funktioner i pc-versionen finns inte i konsolversionerna, till exempel poliser i spelläget Free Ride, flera detaljer samt realistiska och grafiska aspekter.
Mafia: Special Edition var en exklusiv samlarutgåva på den tyska marknaden med en begränsning på 5 000 exemplar. Samlarutgåvan innehåller (förutom självaste spelet samt dess karta över Lost Heaven och en manual) en strategihandbok, en kulspetspenna, ett anteckningsblock, ett vykort och klistermärken.

### Handling och tema
Spelets främsta inspirationsfilmer var sådana som Maffiabröder och Gudfadern, vilka skulle ge en seriösare och vuxenmogen stil för spelet. Regissören Daniel Vávra ville skapa en betydelsefull berättelse och försökte blanda drama, action och humor för att höja spelets realism. Utvecklingslaget hade från början avsikt att sätta spelaren i en roll som polisman och som ger sig på maffian. Detta vändes när Daniel Vávra tog ansvaret för att skriva spelets manus.

### Ny utgivning
En ny och DRM-fri utgivning av Mafia släpptes 2007 på GOG.com, efter att spelet hade tagits bort från Steam under 2012. GOG-utgivningen är i huvudsak oförändrad från det ursprungliga spelet, men saknar hela soundtracket på grund av licensproblem.

## Mottagande
| Mottagande                         | Mottagande                             |
| Samlingsbetyg                      | Samlingsbetyg                          |
| Tjänst                             | Betyg                                  |
| ---------------------------------- | -------------------------------------- |
| Metacritic                         | 88/100 (PC) 65/100 (PS2) 66/100 (Xbox) |
| Recensionsbetyg                    |                                        |
| Publikation                        | Betyg                                  |
| Game Informer                      | 9,25/10 (PC) 7,75/10 (PS2) 8/10 (Xbox) |
| Gamepro                            | (PS2)                                  |
| Game Revolution                    | A− (PC) C+ (PS2)                       |
| Gamespot                           | 9,3/10 (PC) 7/10 (PS2) 7,1/10 (Xbox)   |
| Gamespy                            | (PC) (Xbox)                            |
| Gamezone                           | 9,3/10 (PC) 6,9/10 (PS2) 7/10 (Xbox)   |
| IGN                                | 9,2/10 (PC) 6,8/10 (PS2) 6,8/10 (Xbox) |
| Official PlayStation Magazine (US) | (PS2)                                  |
| Official Xbox Magazine             | 7,3/10 (Xbox)                          |
| PC Gamer US                        | 91 % (PC)                              |
| Maxim                              | 4/10 (PS2, Xbox)                       |
| The Times                          | (PS2)                                  |

När Mafia släpptes mottogs det väl av recensenter och spelare för att vara realistiskare och seriösare än ett vanligt Grand Theft Auto-liknande spel. Spelet innehåller en mycket större stad att utforska än de flesta andra datorspel för sin tid, med flera typer av transporter och en utvidgad landsbygd. Dan Adams på IGN gav spelet ett betyg på 9,2 av 10, och Gamespot beskrev pc-versionen som "ett av årets bästa spel" och betygsatte den till 9,3 av 10. Game Informer jämförde spelet positivt med Grand Theft Auto III och skrev att "från den levande staden där du bor, till de otroligt realistiska fordonen, har denna titel hjärtat och själen av en dundersuccé."
Medan den originella pc-versionen fick stor hyllning ansågs Playstation 2- och Xboxversionerna vara sämre av många kritiker och fick därför lägre betygspoäng. I Tjeckien, landet där spelets utvecklare kommer ifrån, fick spelet allomfattande hyllning från både kritiker och spelare. Mafia valdes till det bästa videospel som utvecklats i Tjeckien och Slovakien i en undersökning av den tjeckiska webbplatsen Bonusweb där spelet fick 3 866 röster av 13 143 (varje deltagare kunde välja tre spel att rösta på).

### Försäljning och utmärkelser
Mafia vann Gamespots årliga pris "Bäst musik" inom datorspel, och nominerades i kategorierna "Bästa enspelar-actionspelet på pc", "Största överraskningen", "Bäst ljud", "Bäst grafik (teknisk)", "Bäst grafik (konstnärlig)", "Bäst berättelse" och "Årets spel".
Enligt Take-Two Interactive har Mafia sålt i 2 miljoner exemplar sen den 12 mars 2008. Spelets pc-version mottog ett "Silver"-pris av ELSPA för att ha sålt minst 100 000 exemplar i Storbritannien. Pc-versionen fick också ett "Guld"-pris av Verband der Unterhaltungssoftware Deutschland för att ha sålt minst 100 000 exemplar i Tyskland, Österrike och Schweiz.

## Uppföljare
Den 22 augusti 2007 tillkännagavs en uppföljare till Mafia, kallad Mafia II, och som släpptes i augusti 2010 för Microsoft Windows, Playstation 3 och Xbox 360. Ett tredje spel, kallat Mafia III, tillkännagavs den 28 juli 2015 och kom ut den 7 oktober 2016.

## Mafia: Definitive Edition
Den 13 maj 2020 meddelade 2K Games att en fullständig datorspelsremake av Mafia skulle släppas som en del av en större utgåva, kallad Mafia: Trilogy. Remaken av just Mafia, som fick titeln Mafia: Definitive Edition, var huvudfokuset i denna utgåva som också innehåller en remasterversion av Mafia II och en uppdatering av Mafia III, alla utvecklade av Hangar 13. Till skillnad från de två sistnämnda Mafia-spelen, som bara fick förbättrad grafik och inkludering av dess nedladdningsbara innehåll, har Mafia: Definitive Edition byggts om från grunden. I denna remake fokuserade utvecklarna på att utvidga originalets berättelse, ändra miljön för att ge Lost Heaven ett nytt utseende, förändra spelupplägget (såsom införandet av motorcyklar) och skapa ett nytt soundtrack. Mafia: Definitive Edition kom ut den 25 september 2020 för Xbox One, Playstation 4 och Microsoft Windows, både som ett enskilt spel och som en del av Mafia: Trilogy.